# Érica Reis
Érica Reis (São Paulo, 27 de março de 1983) é uma jornalista, repórter, apresentadora e palestrante brasileira. Atualmente é diretora de inteligência de mercado do canal Times Brasil. 

## Biografia
Formada em jornalismo e também em Marketing e Gestão de Vendas pela Fundação Getúlio Vargas, começou a carreira no jornalismo como estagiária da Rede Record em 2006. No mesmo ano, se tornou editora executiva e repórter. Em 2008, foi para o Grupo Bandeirantes onde foi trabalhar como apresentadora do BandNews TV, e além disso apresentou um programa em inglês sobre agronegócio produzido pelo canal Terraviva e transmitido na RFD nos Estados Unidos. Na época do BandNews, uma gafe conhecida foi quando a apresentadora teve uma crise de riso ao vivo ao noticiar a história de Cecilia Giménez, uma mulher que fez uma restauração mal feita de um afresco na Espanha.
Em 2012, saiu do canal de notícias e foi contratada pela RedeTV! para substituir Cláudia Barthel no comando do Leitura Dinâmica e desde então a jornalista apresentou a revista eletrônica por 10 anos até 2022.
Em 2022 passou a assumir a apresentação do RedeTV! News ao lado de Luís Ernesto Lacombe no lugar de Amanda Klein. Porém em janeiro de 2023, Érica pediu demissão da emissora após 10 anos na RedeTV! para se dedicar a projetos pessoais.
Em 2024 foi confirmada que Érica se tornou diretora de Inteligência de Mercado do canal Times Brasil, licenciado pela CNBC, que iria estrear em novembro de 2024.

## Vida pessoal
Entre 2016 e 2018, Érica teve um relacionamento com o chef e apresentador Edu Guedes com quem trabalhava junto na RedeTV!. O namoro dos dois terminou em outubro de 2018.

## Filmografia
| Ano     | Nome             | Título        | Emissora         |
| ------- | ---------------- | ------------- | ---------------- |
| 2006-08 | SP Record        | Repórter      | Record São Paulo |
| 2008-12 | Jornal BandNews  | Apresentadora | BandNews TV      |
| 2012-22 | Leitura Dinâmica | Apresentadora | RedeTV!          |
| 2022-23 | RedeTV! News     | Apresentadora | RedeTV!          |